# Fiji Airways
Fiji Airways, до 27 июня 2013 года действовавшая как Air Pacific Limited, — национальная авиакомпания Фиджи, выполняющая внутренние и международные рейсы в Северную Америку, Японию и страны Тихоокеанского бассейна.

## История
Авиакомпания была основана в 1947 году австралийским авиатором Гарольдом Гатти, осуществление коммерческих авиаперевозок началось в 1951 году.
До 1971 года авиакомпания носила имя Fiji Airways, затем была переименована в Air Pacific, а в июне 2013 года вернула своё историческое название. В 1983 году открылись первые маршруты в Соединённые Штаты Америки. В период с 1995 до 2004 годы авиакомпания стабильно показывала прибыль по своей основной деятельности, исключение составлял 2001 год, завершившийся чистым убытком. Air Pacific является первым авиаперевозчиком, открывшим регулярные международные рейсы из столицы Австралии Канберры, однако, несмотря на выполнение полётов в длительном периоде с частотой два раза в неделю, в настоящее время полёты в Канберру приостановлены на неопределённый срок. В 2004 году авиакомпания перевезла свыше 500 тысяч пассажиров.
В 2007 году Air Pacific приобрела специализирующуюся на внутренних перевозках авиакомпанию Sun Air и на базе неё организовала дочернюю региональную компанию Pacific Sun, которая в настоящее время выполняет рейсы по региональным и внутренним авиамаршрутам. Основными собственниками Air Pacific являются правительство Фиджи (51 %) и австралийский национальный перевозчик Qantas (46,32 %). Авиакомпания Air New Zealand и правительства Кирибати, Тонги, Науру и Самоа владеют миноритарными пакетами акций компании.

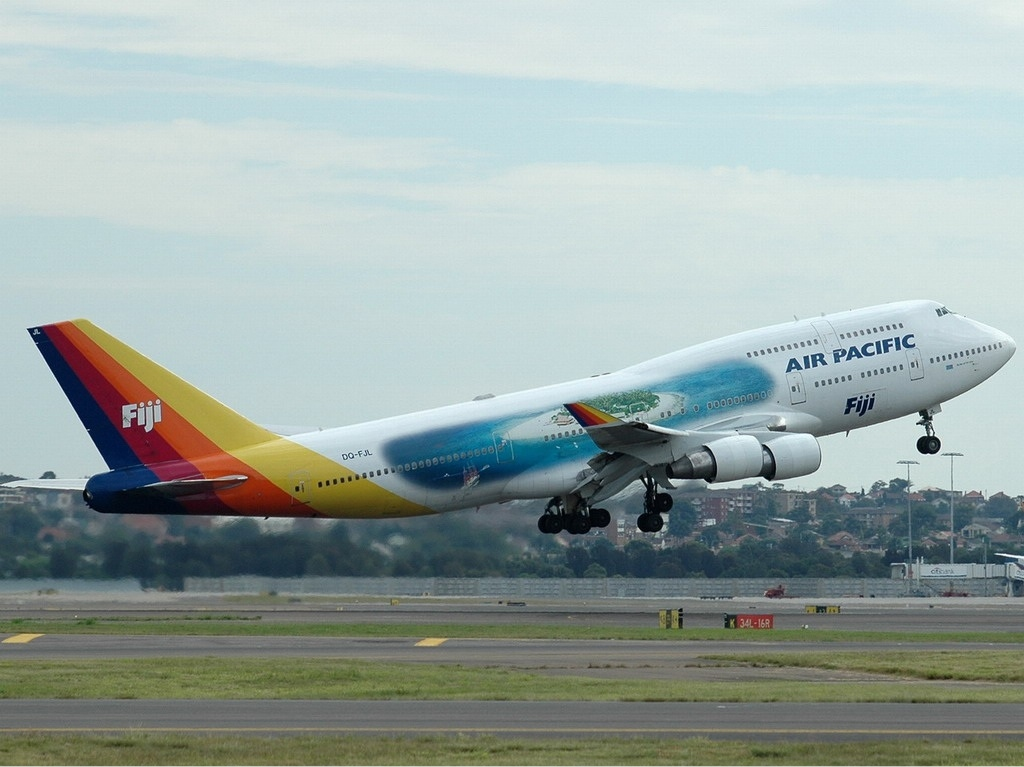
Boeing 747-400 авиакомпании Air Pacific на взлёте из международного аэропорта Сиднея

В марте 2007 года в Air Pacific работал 771 человек.

## Маршрутная сеть

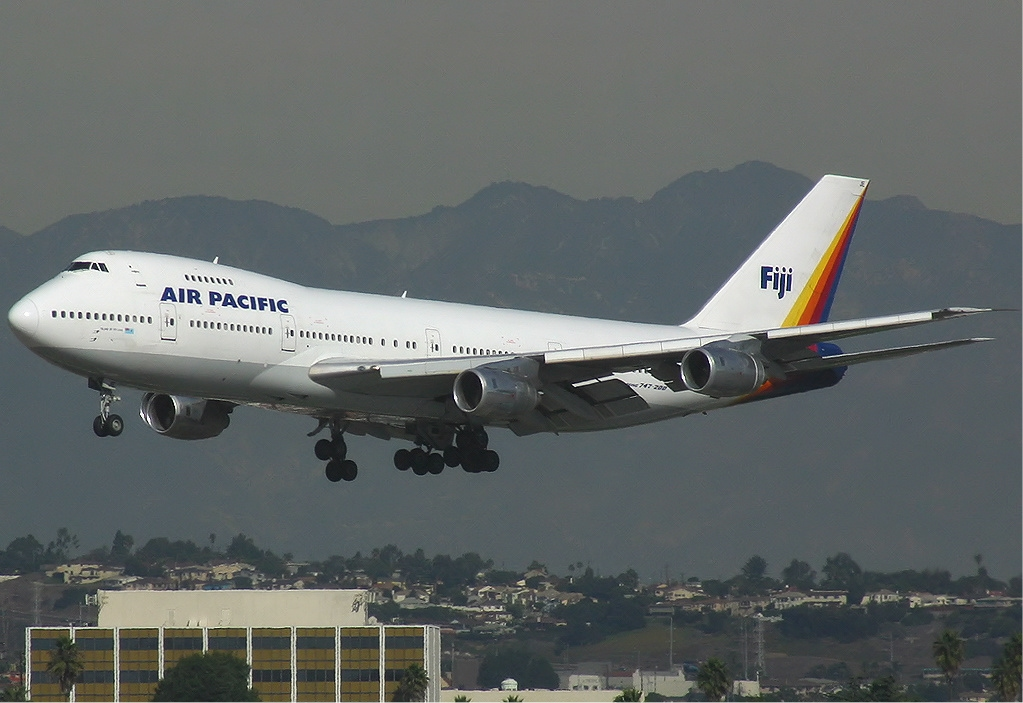
Boeing 747-200 авиакомпании Air Pacific в международном аэропорту Лос-Анджелеса

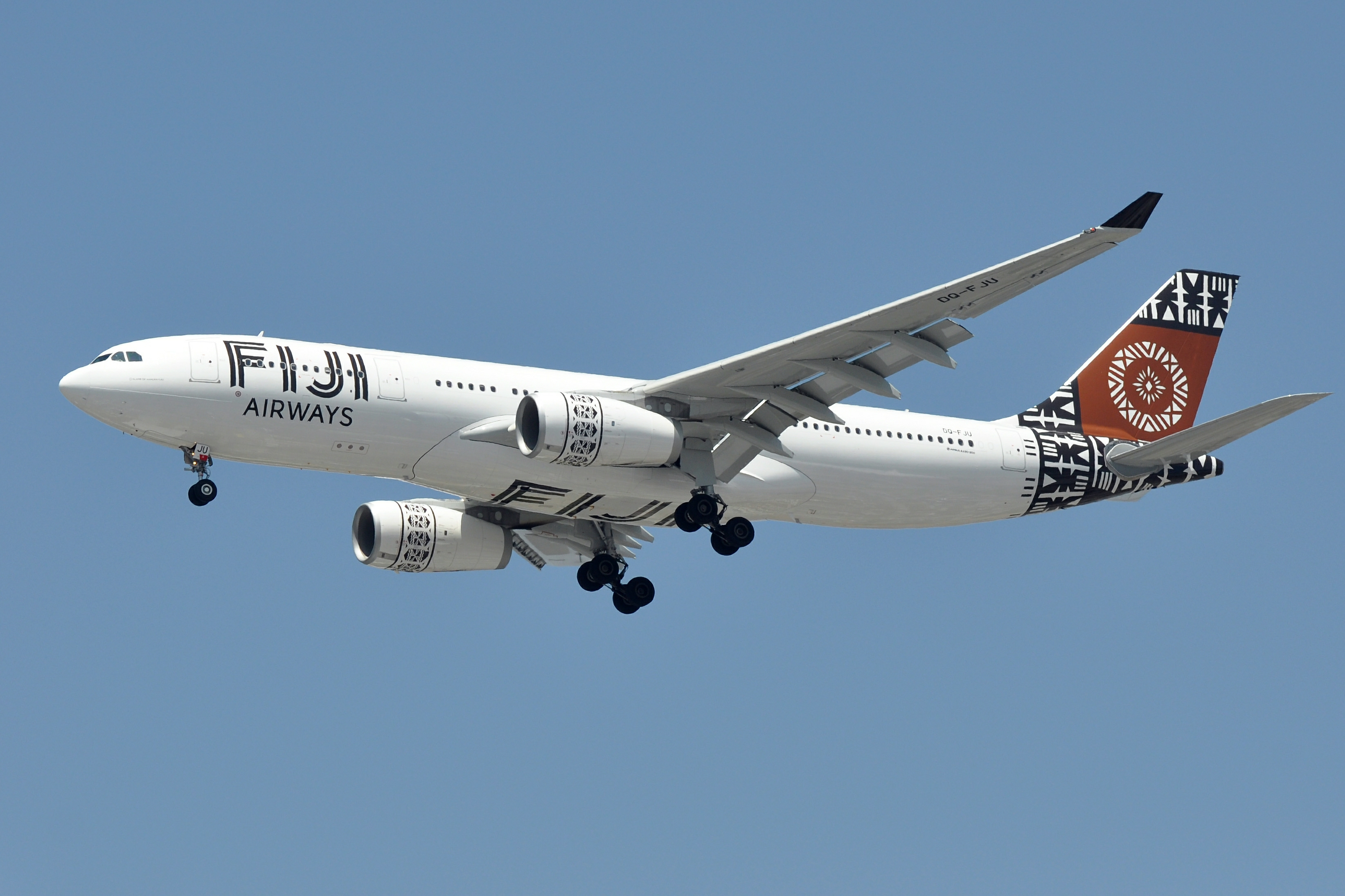
Fiji Airways Airbus A330-200

По состоянию на апрель 2008 маршрутная сеть регулярных перевозок Air Pacific состояла из следующих направлений:

## Флот

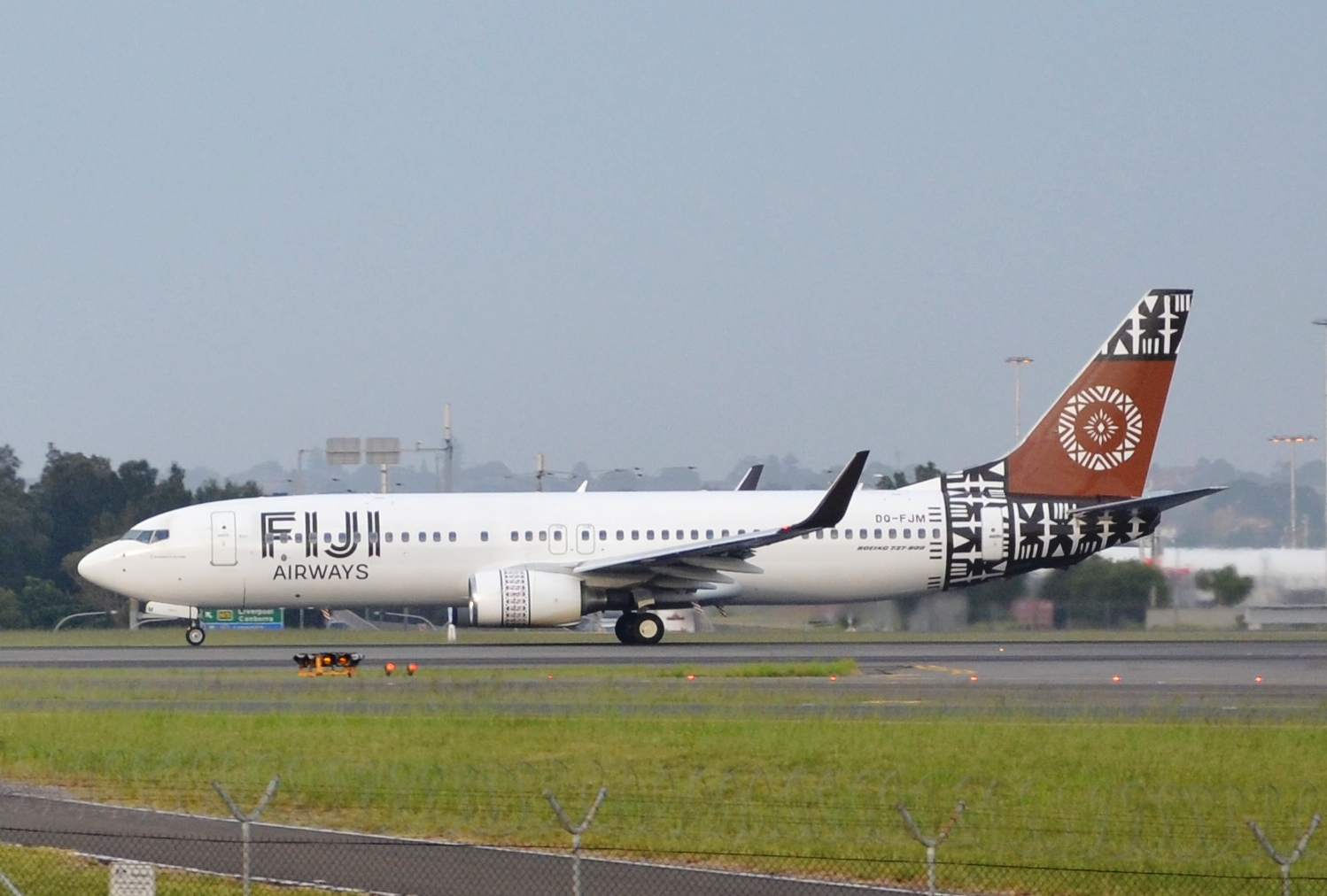
Fiji Airways Boeing 737-800

Воздушный флот авиакомпании Fiji Airways по состоянию на ноябрь 2019 года:

## Авиакомпании-партнёры
В мае 2013 года Air Pacific имела действующие код-шеринговые соглашения со следующими авиакомпаниями:
| - Air Vanuatu - Air New Zealand (Лос-Анджелес — Нади) - Alaska Airlines (Лос-Анджелес — Ванкувер) | - American Airlines - Cathay Pacific (Гонконг — Нади) | - Qantas - Solomon Airlines |

## Эксцессы

### Инцидент с японкой
В 2007 году авиакомпания Air Pacific была вынуждена принести свои официальные извинения после того, как на рейсе из Японии солдат фиджийских вооружённых сил нанёс оскорбление молодой японке, помочившись на неё. Кабинный экипаж рейса предоставил женщине возможность сменить одежду на выбор из ассортимента беспошлинной торговли, а также обеспечил полотенцами и дезинфицирующими средствами.
Данное происшествие широко освещалось в средствах массовой информации Японии. После этого случая поток японских туристов на Фиджи резко сократился и, как следствие, упали объёмы пассажирских перевозок на данном направлении.

### Увольнения пилотов
В 2008 году в Air Pacific произошло массовое увольнение пилотов и их переход в авиакомпании Ближнего Востока, Австралии и Азии, в связи со сложившейся значительной разницей условий труда между иммигрантами и коренными жителями Фиджи.